# فيكتور بروك
السير فيكتور ألكسندر بروك، البارون الثالث (بالإنجليزية: Victor Brooke)‏ (و. 1843 – 1891 م) هو عالم طبيعة، من المملكة المتحدة، توفي عن عمر يناهز 48 عاماً، بسبب ذات الرئة.

## التعليم
تعلم في مدرسة هرو.